# Kloster Sant Cugat del Vallès

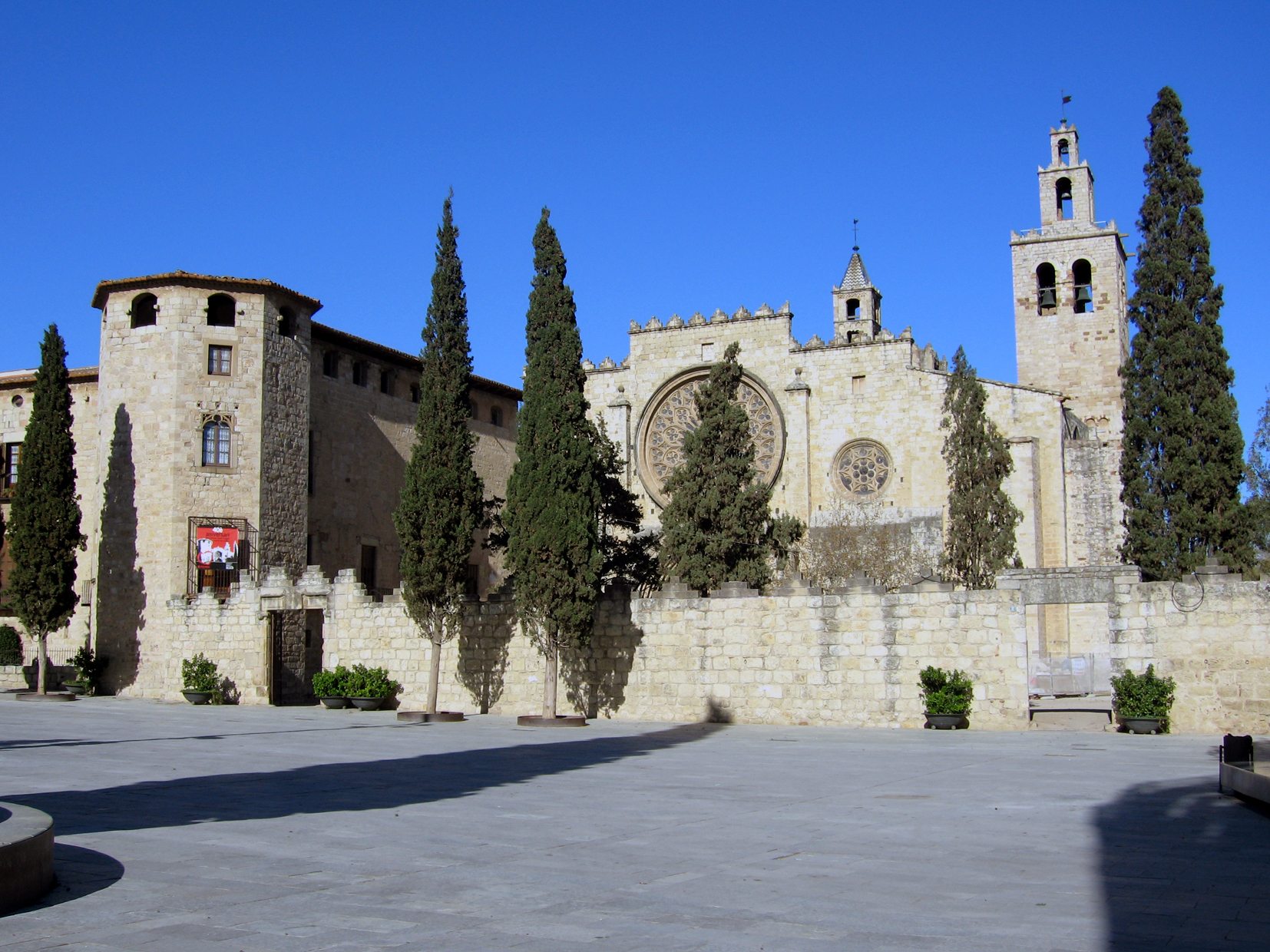
Kloster Sant Cugat del Vallès

Das Kloster Sant Cugat del Vallès zählt zu den bedeutendsten mittelalterlichen Klöstern Kataloniens; es befindet sich in der etwa 90.000 Einwohner zählenden Stadt Sant Cugat del Vallès in der Provinz Barcelona. Es ist dem in Katalonien recht populären hl. Cucuphas († um 313) geweiht.

## Geschichte

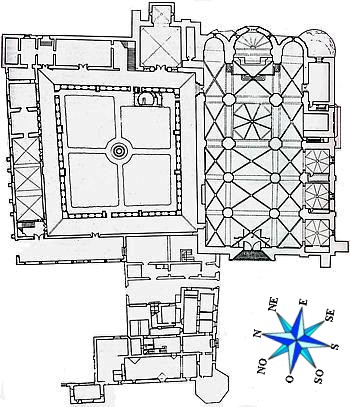
Plan der Klosteranlage – die Räume des Abtes befinden sich im vorderen Bereich; große Teile der Klosteranlage sind von einer Mauer umgeben.

Ausgrabungen haben ergeben, dass sich an dem Platz ein römisches Kastell (Castrum Octavianum) befand; auch die Fundamente einer kleinen spätantiken Kirche wurden freigelegt. Im Jahr 589 trat der bis dahin dem Arianismus anhängende Westgotenkönig Rekkared I. (reg. 586–601) zum Katholischen Glauben über; ob es in dieser Zeit bereits eine klösterliche Gemeinschaft gegeben hat, ist unklar. Muslimische Heere eroberten und besetzten die Region in den Jahren 717 bis 777. Man nimmt an, dass Karl der Große (reg. 768–814) im Jahr 785 den Abt Deodato zum Vorsteher eines Benediktinerklosters ernannte; wegen wiederholter Sarazenenüberfälle konnte sich das Kloster jedoch nur mit Mühe halten und wurde im Jahr 852 völlig zerstört.
Die erste urkundliche Bestätigung der Existenz des Klosters stammt aus einer Besitzurkunde Karls des Kahlen (reg. 843–877) aus seinem Todesjahr. Unter seinem Nachfolger Ludwig II. wurde das Kloster dem Bischof von Barcelona unterstellt. Im 10. Jahrhundert erlebte das Kloster eine erste Blütezeit, die auch durch den Feldzug Almansors im Jahr 985, bei dem der damalige Abt und zwölf Mönche getötet wurden, nur vorübergehend beeinträchtigt wurde.
Eine der bedeutendsten Persönlichkeiten Kataloniens dieser Zeit war – neben Abt Oliba – der Abt Odón, der gleichzeitig (986–1010) Bischof von Girona und Abt von Sant Cugat war. Unter seinem Nachfolger, Abt Guitard (1010–1053), erlebte das Kloster schwierigere Zeiten, da es in die regionalen Machtstreitigkeiten verschiedener Feudalherren hineingezogen wurde. Im 12. Jahrhundert entstanden eine neue Klosterkirche, von der noch die dreiapsidiale Chorpartie erhalten ist, und der romanische Teil des später um ein zweites Geschoss erhöhten Kreuzgangs. Aus dem 13. und 14. Jahrhundert stammen die übrigen Teile der Kirche und die meisten Klostergebäude. Im ausgehenden 14. Jahrhundert wurde die weitgehende Autonomie des Klosters eingeschränkt; die Äbte wurden fortan vom Papst oder vom aragonesischen König (ab 1561 vom kastilischen König) ernannt.
Im Jahr 1835 wurde das Kloster im Rahmen der Desamortisation aufgelöst.

## Architektur

### Klosterkirche

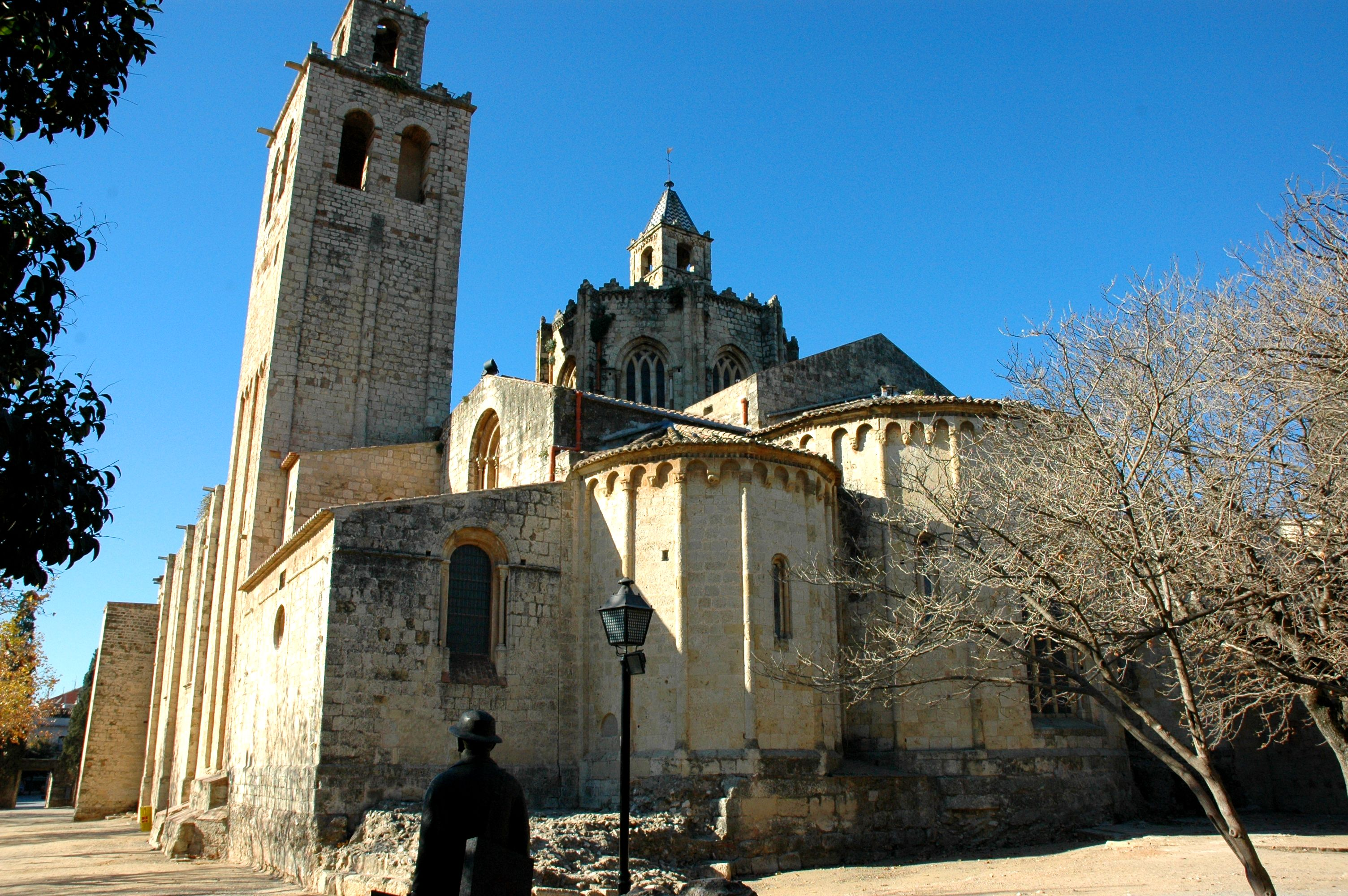
Klosterkirche, Glockenturm und Cimborium von Osten

Als älteste erhaltene Bauteile gelten die drei Apsiden des Chorbereichs mit ihren Halbsäulenvorlagen mit abschließenden, auf Konsolen ruhenden Rundbogenfriesen und schmalen Fenstern mit eingestellten Säulchen und Wulstbögen; das große gotische Mittelfenster der Hauptapsis wurde im 14. Jahrhundert eingefügt. Aus dem 13. Jahrhundert hingegen stammt der oktogonale und durch seitliche Fenster belichtete Laternenturm (cimbori) über der quadratischen pfeilergestützten Vierung, der im Äußeren von einer nicht belichtenden Laterne überhöht wird. Die drei übrigen Joche der Kirche sind deutlich kürzer; Mittel- und Seitenschiffe sind rippengewölbt. Eine spätgotische Fensterrose aus dem Jahr 1340 befindet sich oberhalb des eher schmucklosen zweitürigen Archivoltenportals der Westfassade; sie wird begleitet von zwei kleineren seitlichen Rundfenstern mit Maßwerkfüllung. Die Südseite des Langhauses ist durch drei spätere Kapellenanbauten geöffnet, die jeweils mit belichteten Kuppeln abschließen; die Capella de Sant Benet zeigt ein üppiges barockes Dekor. Zur Ausstattung der Kirche gehören mehrere spätmittelalterliche Altarretabel.

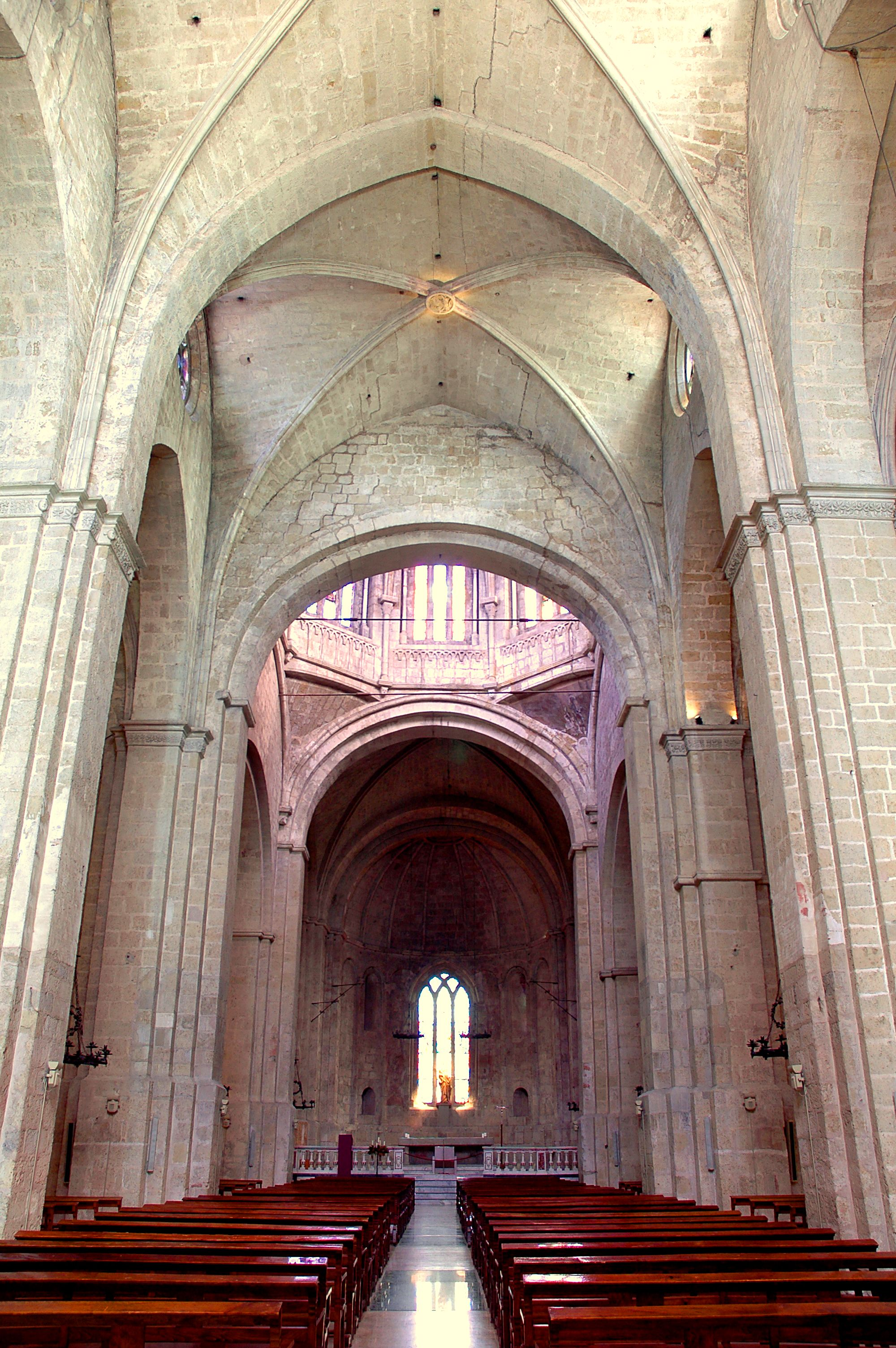
Kirchenschiff → Osten
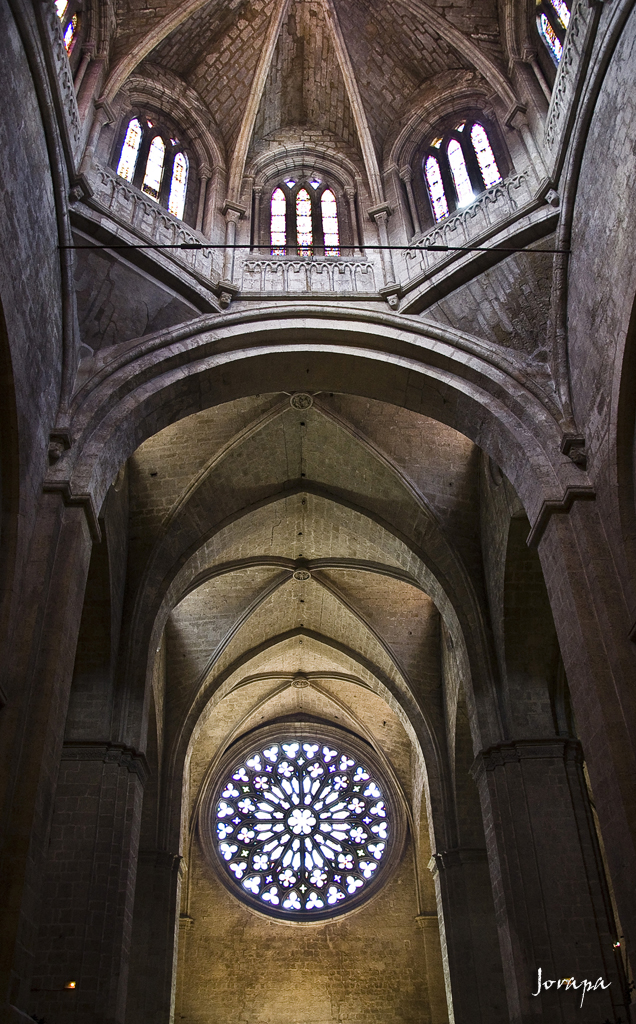
Kirchenschiff → Westen
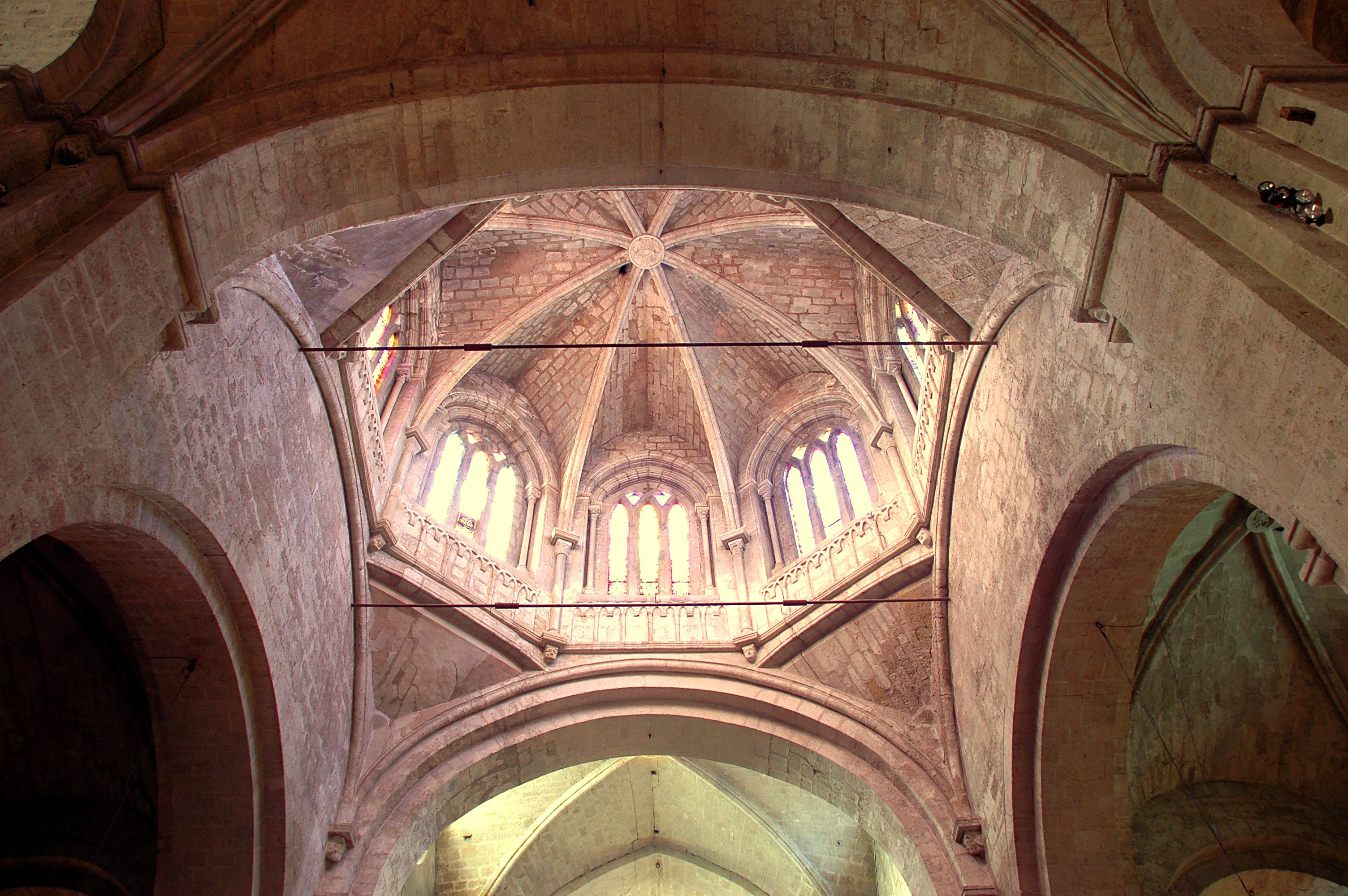
Laternenturm (cimbori)
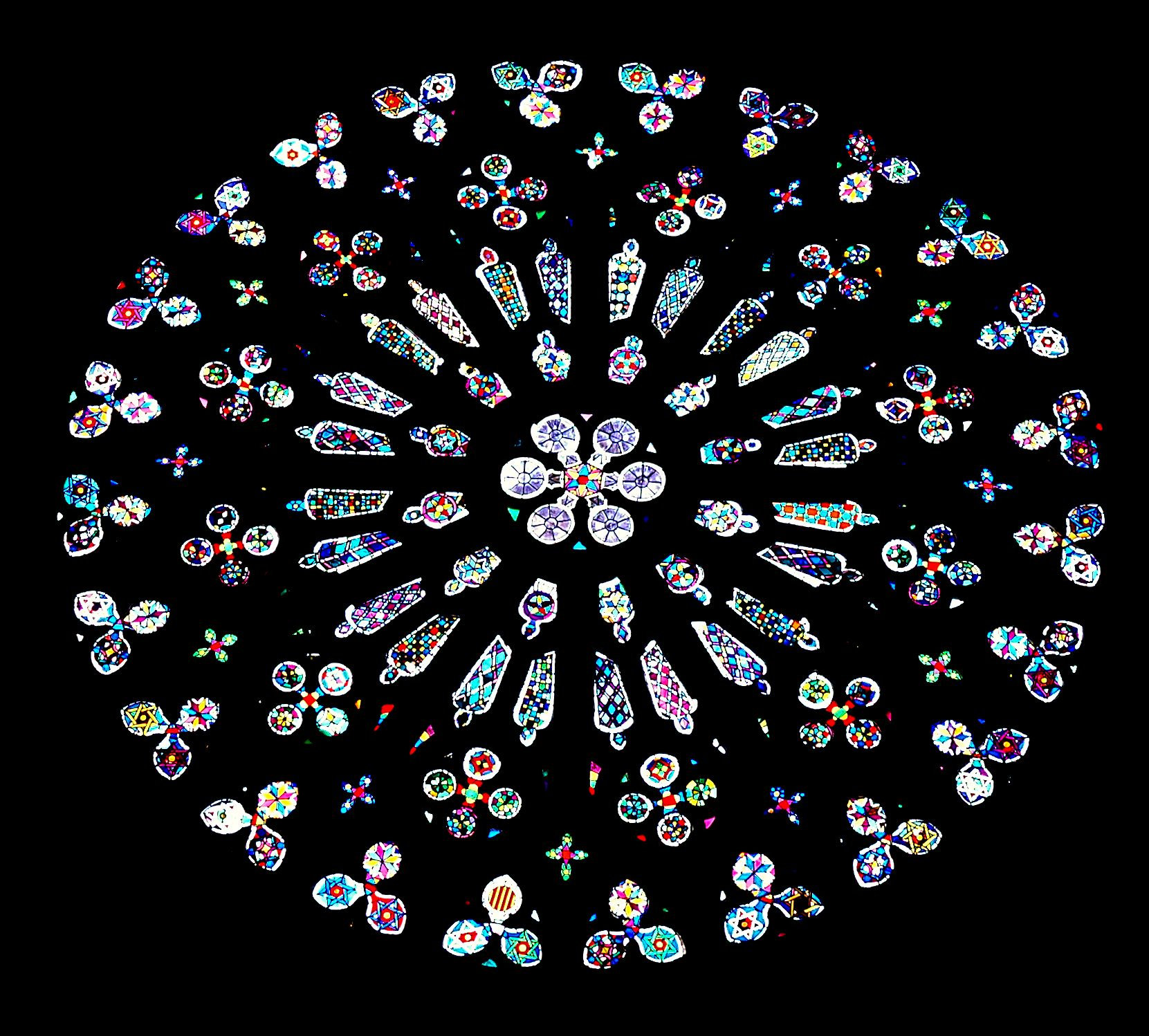
spätgotische Fensterrose
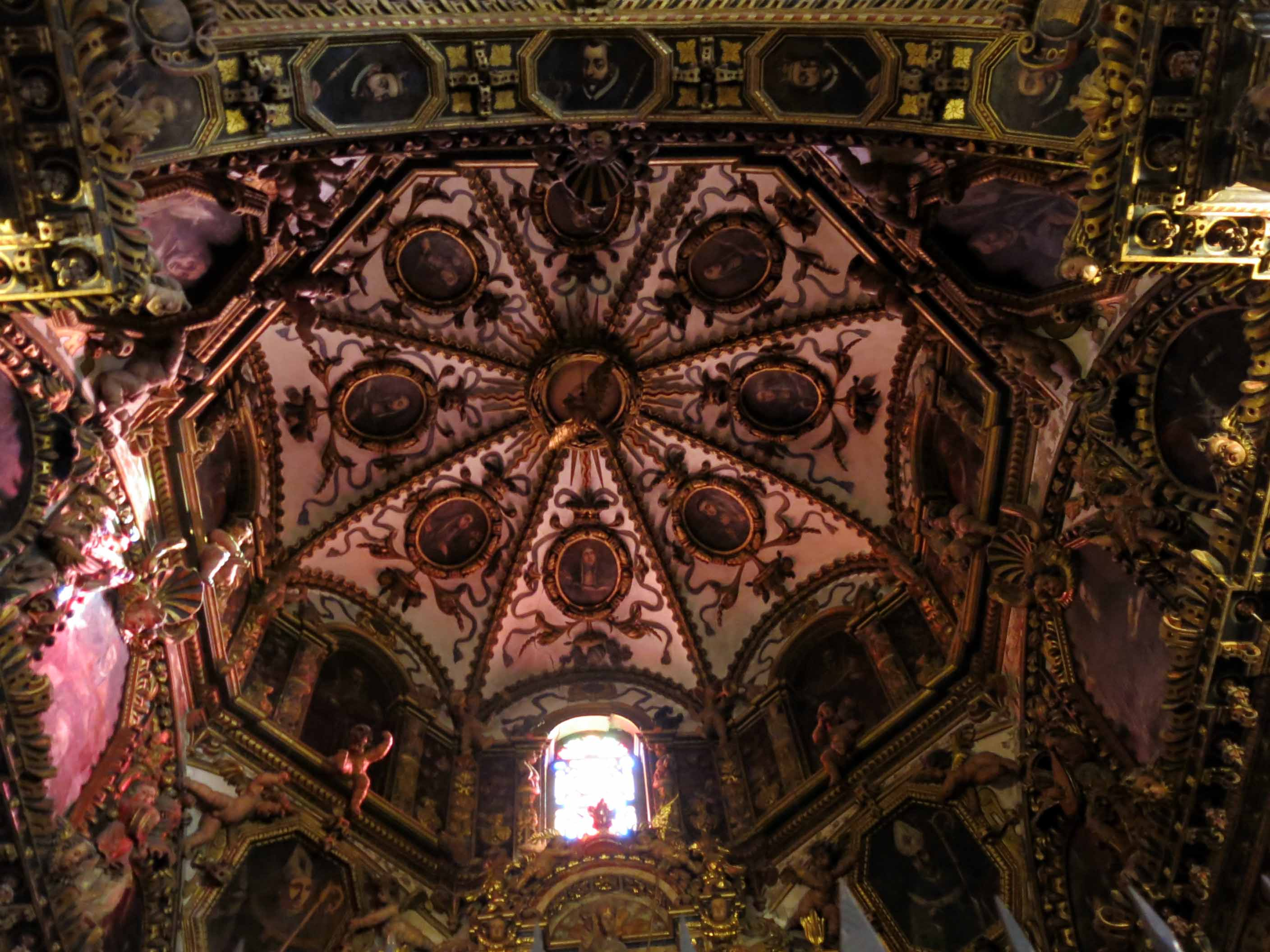
Capella de Sant Benet
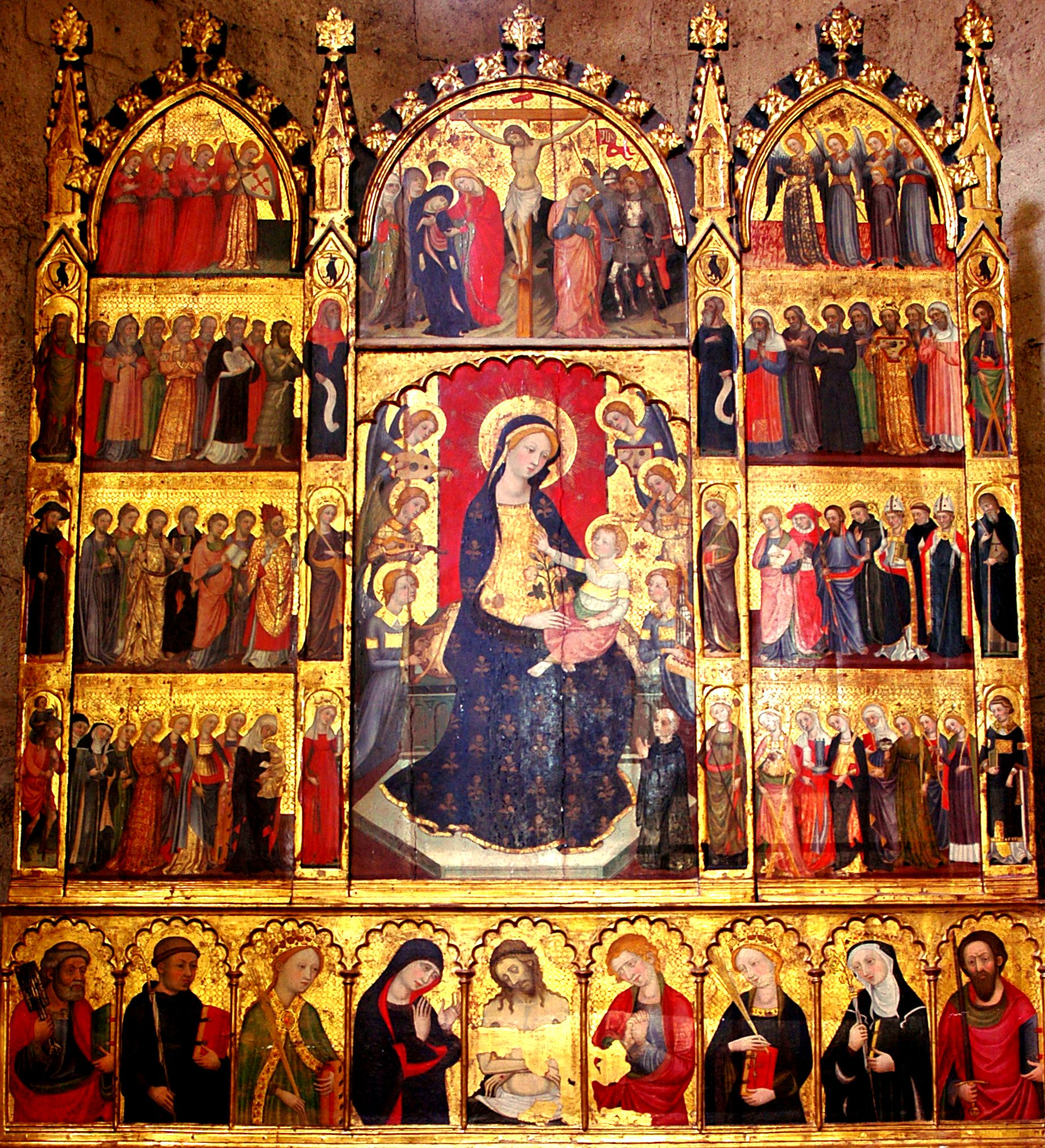
Retaule de Pere Serra

### Glockenturm
Das mit Mittel- und Seitenlisenen und einem abschließenden Rundbogenfries versehene Untergeschoss des Glockenturms dürfte ebenfalls noch im 12. Jahrhundert entstanden sein. Das im oberen Teil befindliche Glockengeschoss ist im spätestens im Jahr 1507 fertiggestellten Gemälde Das Martyrium des hl. Cucuphas von Ayne Bru noch unvollendet und somit erst danach entstanden. Anstelle eines in der damaligen Zeit üblichen Pyramidendachs oder einer Helmspitze endet der Turm in einer auch zu Wachzwecken nutzbaren Plattform mit Zinnenbrüstung, in deren Mitte sich zwei übereinandergestellte und ebenfalls mit Zinnenkränzen versehenen Laternen mit – später hinzugefügten(?) – Glocken befinden.

### Kreuzgang

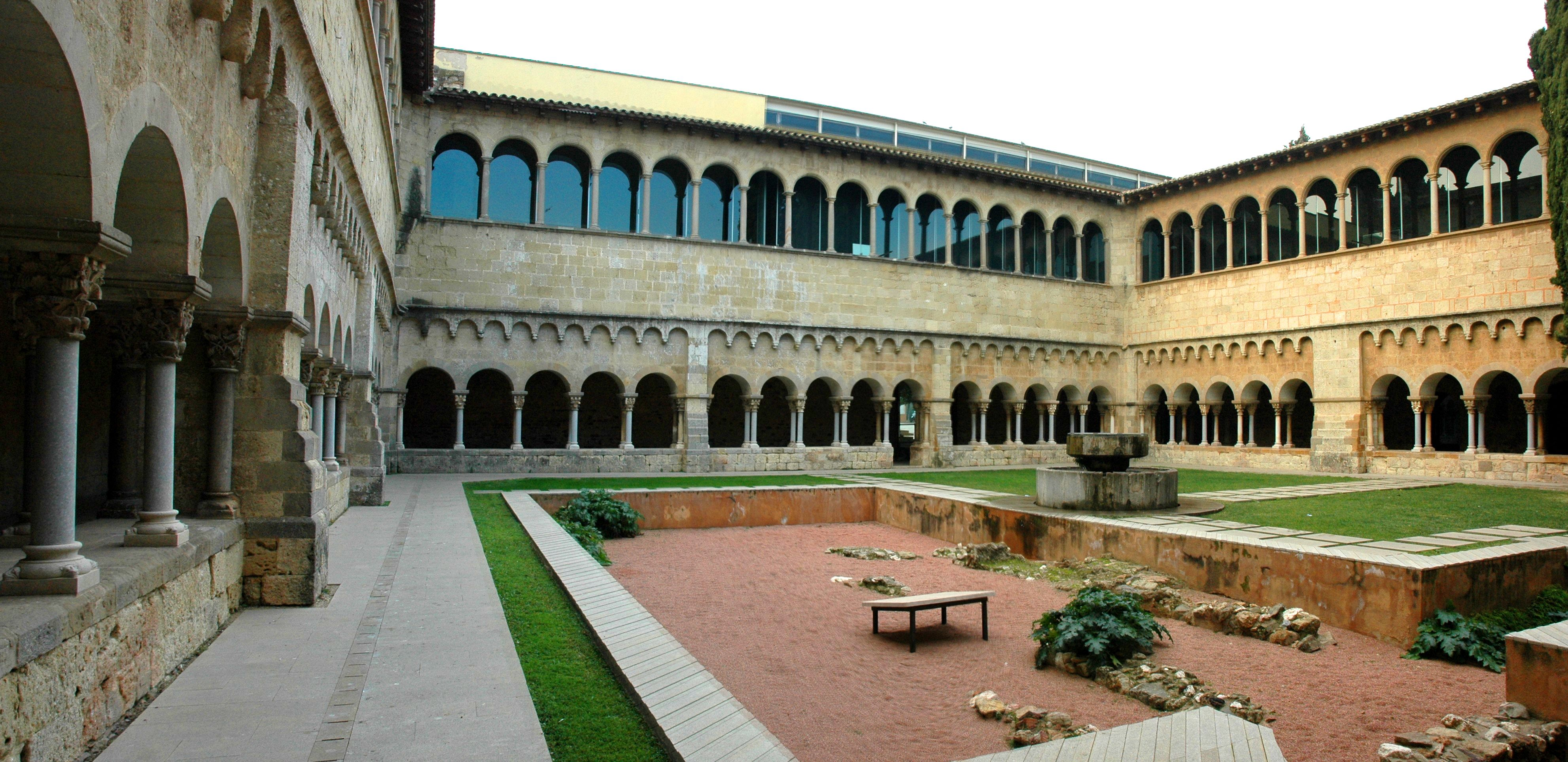
Doppelgeschossiger Kreuzgang mit Brunnenbecken und den Grundmauern einer frühchristlichen Kirche

Der untere Teil des Kreuzgangs mit seinen Doppelsäulen und romanischen Blatt- und Figurenkapitellen ist mittelalterlich; der obere wurde im 17. Jahrhundert aufgesetzt. In der Mitte der Hoffläche befindet sich ein zweistöckiges Brunnenbecken; unmittelbar daneben sind die Grundmauern der bei Ausgrabungsarbeiten freigelegten frühchristlichen Kirche mit hufeisenförmiger Apsis sichtbar. Teile der an den Kreuzgang angrenzenden Gebäude sind zu einem Museum umgestaltet worden.

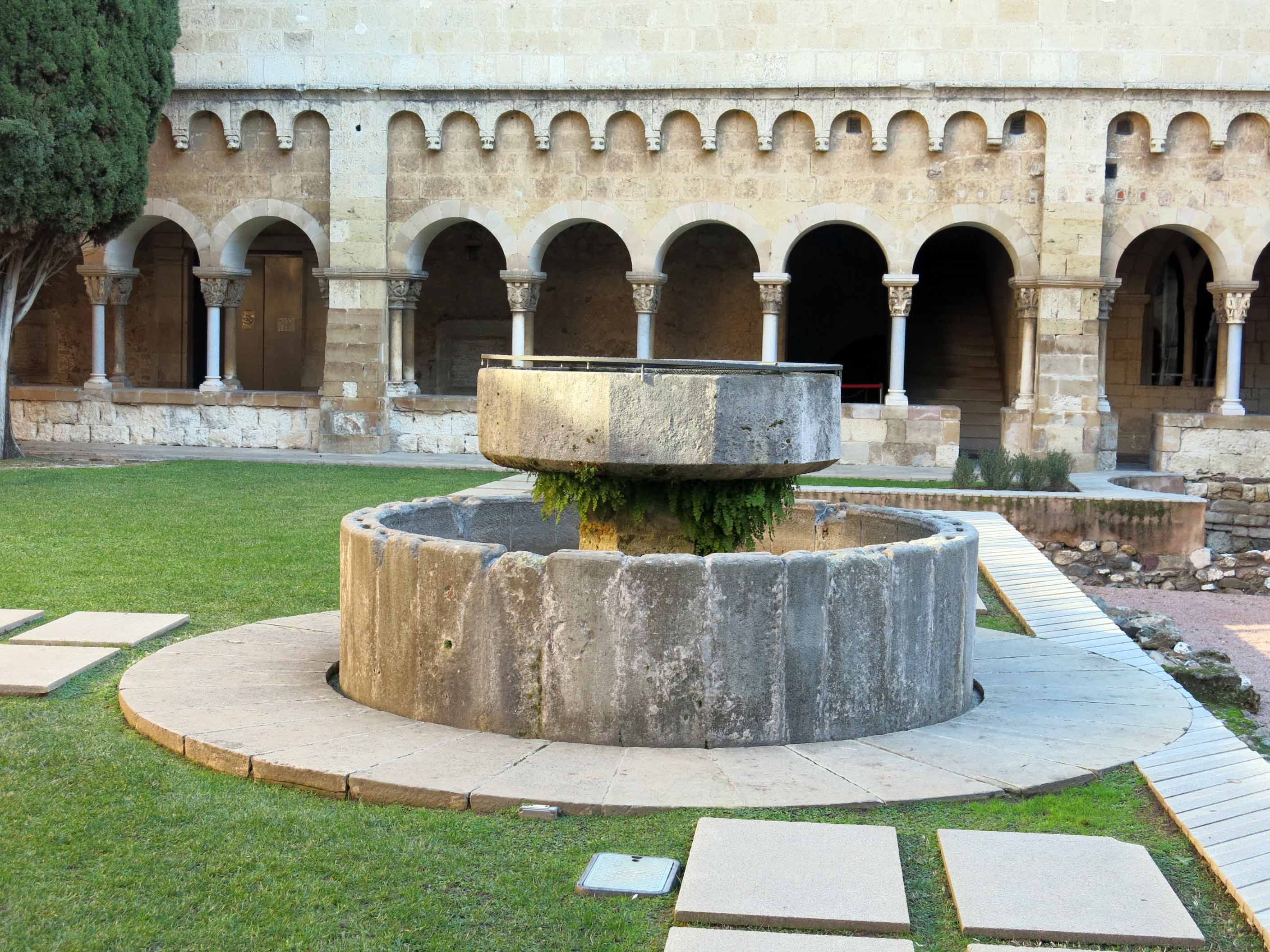
Brunnenbecken
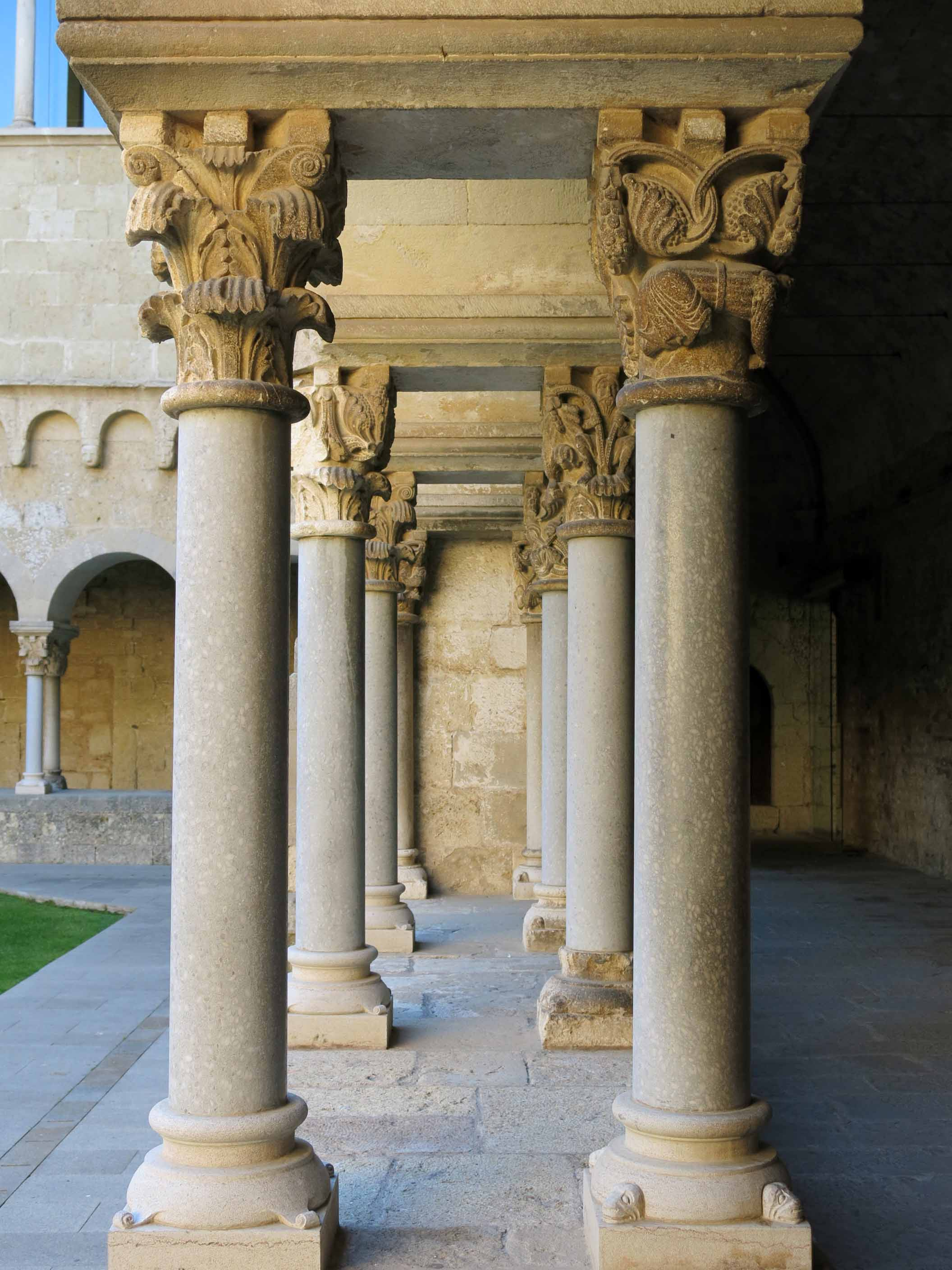
Westflügel des Kreuzgangs
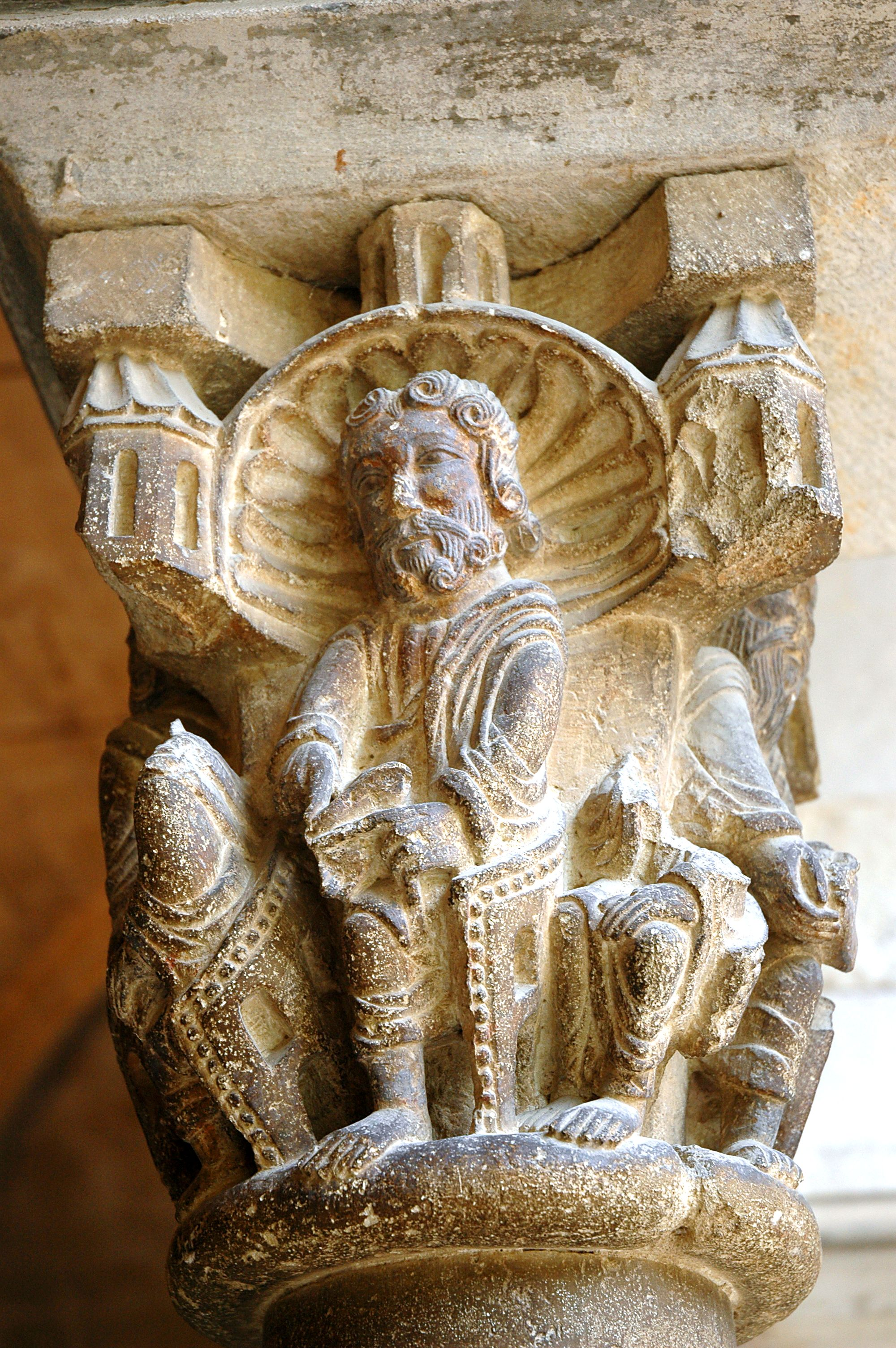
Kapitell: Christus mit muschelförmiger Aureole begleitet von Aposteln
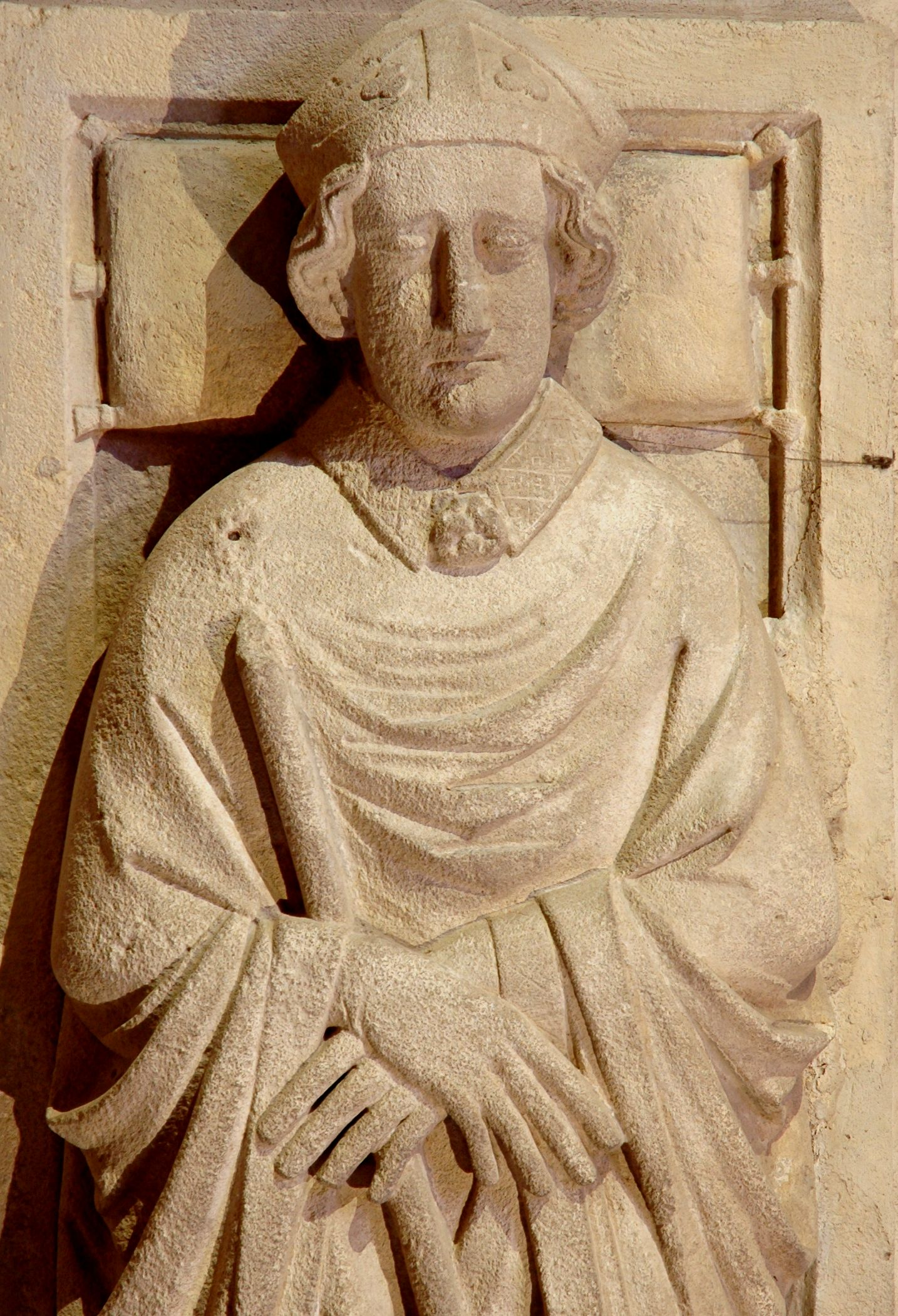
Grabfigur (gisant) des Abtes Odón